# Смоленск (монитор)
«Смоле́нск» — советский монитор, бывший польский типа «Краков». Не относился к типу «Житомир» из-за другой конструкции, других двигателей и вооружения и не был одним из пяти мониторов этого типа.

## История корабля
В 1923 году Морской департамент Польши заказал постройку двух мониторов «Краков» и «Вильно» фирме «Зеленевский-Спилка Акцийная» в Кракове.

### Конструкция и постройка

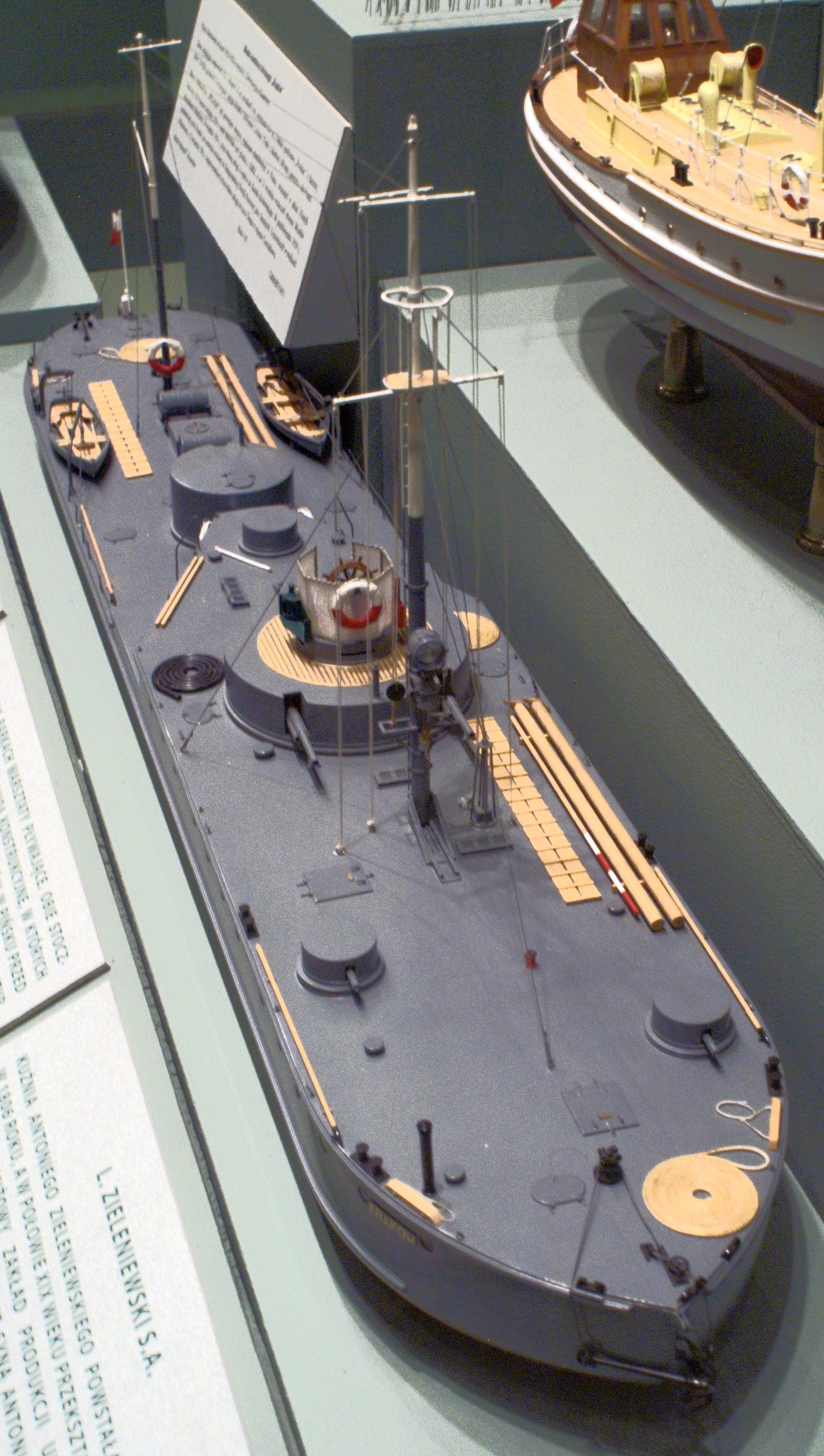
Модель монитора «Краков» на 1926 сверху-спереди

Четыре двигателя по 60 л. с., по два на монитор, сделали на варшавском заводе «Товарищества фабрик моторов „Перкун“».
Конструкция их отличалась от мониторов типа «Гданьск». Главное отличие — в кормовой части корпус срезали на высоту всего 30 см от ватерлинии — высота надводного борта в носу 2 м, а в корме 0,3 м, башни располагались не диагонально, как на мониторах типа «Гданьск», а последовательно — носовая возвышенно, с рубкой в центре башни, и могла вести огонь по всей окружности, а кормовая сниженно и могла вести огонь только в кормовом секторе около 270 градусов.
Мониторы называли типом «Краков». Их стоимость 557 000 злотых. Предусмотрена установка 2-х орудийной башни с 75-мм орудиями, а боевая рубка была в центре башни. Так удалось решить установку орудий с круговым сектором обстрела в довольно небольших корпусах. При заваленной мачте это давало возможность вести огонь на 360 градусов. 2 винта в туннеле могли эффективно действовать и на мелководье.
Мониторы типа «Краков» имели водоизмещение по 70,3 т, длину 35 м, ширину 6 м, осадку 0,65 м. Два шестицилиндровых двигателя внутреннего сгорания («полудизели» с зажиганием от раскалённого шара) мощностью по 60 л. с. приводили 2 винта и обеспечивали максимальную скорость 13,6 км/час. Гребные винты из-за малой осадки были в полутуннелях. Нормальный запас топлива 1,6 т, наибольший запас — 3,5 т. Дальность плавания 558 миль (72 часа хода).
Заваливающаяся носовая мачта с прожектором, гафелем для подъёма флага сзади и с боевым наблюдательным постом, в котором могли устанавливать пулемет, поднималась ручной лебедкой. Антенна приемно-передающей радиодиостанции подвешена между носовой мачтой и легким флагштоком на корме. На корме же, на деревянных кильблоках и шлюпбалках, были две шлюпки, из них одна морская и одна — речная плоскодонка. Якорное устройство аналогично мониторам типа «Гданьск».

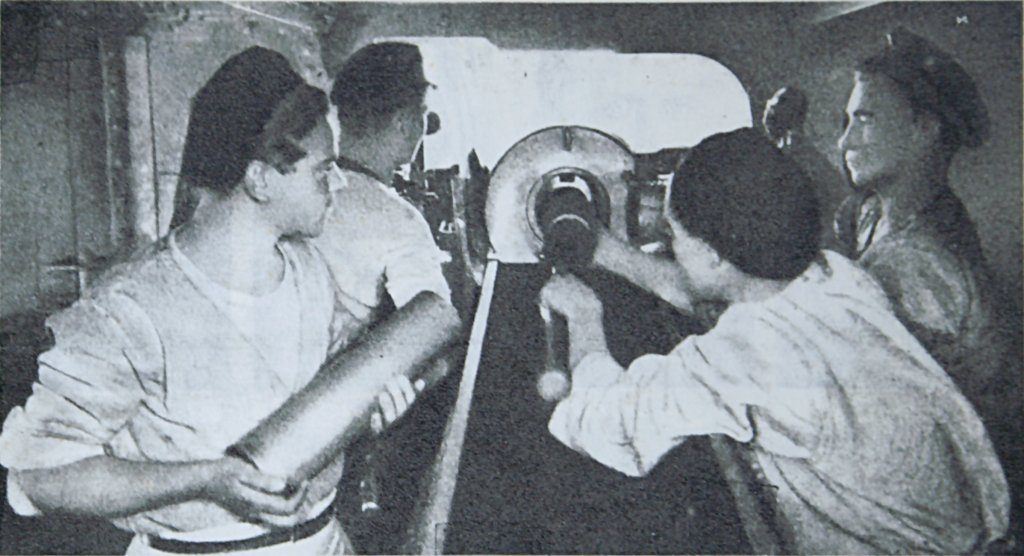
Тренировка в заряжании 100-мм гаубицы на мониторе

Вооружение состояло из 2 75-мм французских орудий образца 1897 года (боекомплект 400 унитарных выстрелов — патронов), 1 100-мм гаубицы чешского проекта образца 1914—1919 годов (боекомплект 140 выстрелов) и четырёх 7,92-мм пулемётов «Максим», три из которых которые устанавливали в башенках (боекомплект по 2 500 патронов на пулемёт). Предусмотрена постановка речных мин. Броня толщиной от 5 до 8 мм. Бортовая 6-мм броня опущена на 200 мм ниже ватерлинии. Броневая палуба — 5 мм.
Боевая рубка и башня 75-мм пушек были почти в центре корабля, со смещением к носу, под башнями погреба боезапаса. Проектирование и строительство орудийных башен — выдающиееся достижение верфи Зеленевского, которая до этого такого опыта не имела.
Впереди подбашенного отделения жилое помещение для 24 человек, ближе к корме — каюта командира, радиорубка, каюта офицеров и душ. Несмотря на спартанские условия жизни, экипаж расположили с необходимыми удобствами.
Корпус разделен на 7 отсеков, в каждой водонепроницаемой переборке выше ватерлинии водонепроницаемая дверь. Доступ в форпик через люк в палубе юта, в кормовые отсеки — через люки в палубе. Деревянный настил верхней палубы и палубы юта, для уменьшения массы корпуса, отсутствовал. Для избежания коррозии палубы часто смазывали машинным маслом, но это особо опасно при гололеде.
Боевая рубка и башня 75-мм пушек были почти в центре монитора, под башней были погреба боекомплекта. Проектирование и строительство башен для орудий можно считать выдающимся достижением верфи Зеленевского, которая до этого подобного опыта не имела.
В машинном отделении были два двухтактных 6-цилиндровых мотора по 60 л. с. Сначала предполагали установить четырёхцилиндровые двигатели, но их ход поршня оказался слишком велик для низкого машинного отделения. 6-цилиндровые двигатели меньше по высоте за счет меньшего хода большего числа поршней при той же мощности. Как топливо поляки вначале применяли нефть, впоследствии её заменили на дизельное топливо. Полудизели фабрики «Перкун» заводились плохо и на малых оборотах иногда глохли. Для предотвращения этого явления использовали бензиновые грелки-примусы. С предварительным подогревом полудизели через реверсивные коробки передач вращали 2 винта в тоннелях и могли обеспечивать максимальную скорость 13,89 км/ч. Водяные насосы охлаждения приводились непосредственно от главных двигателей.
Клепаные корпуса мониторов собирали из стальных и бронелистов. Электрооборудование изготовлено в Германии. Генератор постоянного тока мощностью 14 кВт приводился двухтактным полудизелем «Лех». Пожарный насос и трюмная помпа, спаренные для аварийных случаев, электроприводные. Хотя машинное отделение охлаждалось электровентилятором, но стальная палуба сверху накалялась солнцем, и в отделении было трудно работать. Два машинных телеграфа и переговорные трубы соединяли машинное отделение с боевой рубкой.
Экипаж из 29 человек полностью обеспечивался койками, кроме этого, было предусмотрено дополнительное размещение ещё 12 человек.
«Смоленск» был построен в Кракове и 31 октября 1926 года под названием «Kраков» вошёл в состав Пинской флотилии ВМС Польши.

### Испытания и модернизации
Ходовые испытания проводили на Висле под Краковом. Корабли показали 13,5 км/час (вместо 15 км/ч по контракту). При строительстве корпус был перегружен на 4 тонны, а водоизмещение возросло до 70,3 т. Наибольшая надводная высота монитора, при заваленной мачте в районе боевой рубки, 2,8 м. Низкий профиль мониторов позволял их хорошо маскировать.
В 1930-х годах мониторы типа «Краков» модернизировали. В 1932 году 75-мм пушки заменили 100-мм гаубицами образца 1914-19 годов. Водоизмещение мониторов возросло до 90 т, а осадка увеличилась до 0,5 м. Увеличилась дальность (93 часа хода). На модернизацию израсходовано 145 000 злотых. В 1939 году на крышу рубки установили спаренный 13,2-мм пулемёт системы Гочкиса. Экипаж увеличили до 40 человек.
Опыт эксплуатации кораблей типа «Краков» показал, что кроме неоспоримых достоинств они имели и недостатки. Так, один руль вне основных потоков от гребных винтов не мог обеспечить хорошую управляемость. После испытаний перо руля удлинили почти на 1 м, но это поворотливость увеличило незначительно. В дальнейшем предполагали переделать рулевую систему на два пера руля, но этого не сделали, так как требовались большие переделки кормы. Из-за недостаточной жесткости из-за малой высоты борта, корма на большой скорости вибрировала. Маломощные машины обеспечивали скорость всего 13,89 км/ч. Планировали модернизировать корабли в 1938—1939 годах и установить на них два американских двигателя «Кермет» по 100 л. с., дальномер, прибор управления артиллерийским огнём и 40-мм зенитные пушки «Бофорс», но начавшаяся Вторая мировая война стала препятствием этому.
Тем не менее, несмотря на небольшие недостатки, мониторы верфи Зеленевского считаются современными и хорошо вооруженными речными кораблями. Малая осадка позволяла им свободно плавать на мелководных реках Полесья, где корабли типа «Гданьск» потребовали установки дополнительных бортовых булей. Мониторы типа «Краков» заслужили того, чтобы считать их не только гордостью польского судостроения, но и выдающимся мировым техническим достижением.
После ввода в строй кораблей «Краков» и «Вильно», 6 речных мониторов превосходили суммарной огневой мощью весь польский флот открытого моря. Это объясняется тем, что национальный лидер — первый маршал Польши Ю. Пилсудский, флот и ВВС особо не жаловал, а речные корабли все-таки ближе милым ему сухопутным войскам.

### В 1939—1940 годах
Монитор был затоплен экипажем на реке Пина 21 сентября 1939 года при приближении Красной Армии. В конце сентября монитор был поднят и отбуксирован в судоремонтные мастерские Пинска для ремонта.
Отремонтированный и перевооружённый корабль вступил в строй 24 октября 1939 года и под названием «Смоленск» вошёл в состав Днепровской военной флотилии, а 17 июля следующего года был включён в состав Пинской военной флотилии, сформированной из судов Днепровской.

### Великая Отечественная война
Начало Великой Отечественной войны «Смоленск» встретил в составе дивизиона мониторов в Пинске и выдвинулся по направлению к Бресту, но уже 24 июня вернулся в Пинск. 28 июня с оставлением Пинска корабль отступил к Лунинцу, а 12 июля перешёл в район Речицы для поддержки контрудара 21-й армии. 26 июля «Смоленск» (командир старший лейтенант Н. Ф. Пецух) вместе с тремя бронекатерами типа Д разрушил переправу германских войск у Березины, находившуюся в 12 км за линией фронта. На обратном пути близ деревни Шатилки немецкая артиллерия повредила монитор (получил десять попаданий 37-миллиметровых снарядов) и потопила один бронекатер типа Д. В результате обстрела погибло восемь человек, десять было ранено и вышла из строя левая машина. 28 июля корабль ушёл в Киев, где встал на ремонт, а уже 7 августа вошёл в группу огневой поддержки левого фланга Киевского укреплённого района.
25 августа «Смоленск» совершал переход для уничтожения переправы на Днепре, в районе деревни Сухолучье попал под удар авиации противника и получил повреждения от близких разрывов авиабомб. 26 и 27 августа в связи с выходом неприятельских войск к городу Остёр монитор принял участие в прорыве к Киеву и получил при этом незначительные повреждения. 2 сентября «Смоленск» совершил переход на Десну в район Чернигова, где уничтожил переправу противника. Во время выполнения задачи корабль попал в окружение и 15 сентября 1941 года, после блокирования путей отхода на Киев, его затопил собственный экипаж.